# Ochodaeus pictus
Ochodaeus pictus is een keversoort uit de familie Ochodaeidae. De wetenschappelijke naam van de soort is voor het eerst geldig gepubliceerd in 1852 door Westwood.